# ミルウォール・ブリック

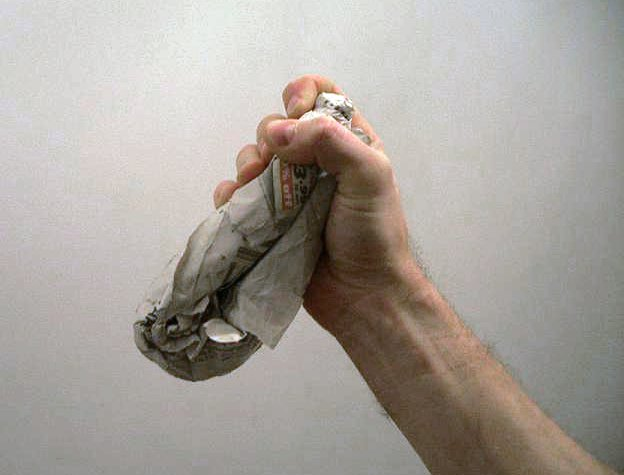
ミルウォール・ブリック

ミルウォール・ブリック（Millwall brick）とは、新聞紙を用いて作る一種の打撃武器である。チェルシー・ブリック（Chelsea brick）ともいう。1960年代から1970年代のイングランドにおいて、サッカー観戦で隠し武器として用いられていた。本来武器とするために作られているわけではない新聞紙は大量に入手することが可能であること、また数枚の新聞紙を丸めて成形するだけであり作成が容易であることから、この武器が広まっていたと考えられている。「ミルウォール・ブリック」（ミルウォールのレンガ）という名は、サポーターの中に熱狂的で暴力的なフーリガンがいることで知られたミルウォールFCにちなむ。

## 歴史
1960年代後半、サッカー観戦における暴力行為に対し、警察は武器になり得るあらゆる物品を没収し始めた。没収の対象となった物品の中には、鋼鉄製の櫛、ペン、コースター、清涼菓子のポロ、靴紐、さらにはブーツまでもが含まれていた。しかし、新聞を持ち込むことは許されていた。ガーディアン紙やフィナンシャル・タイムズ紙のような大判の新聞紙はミルウォール・ブリックの作成には最も適していたが、警察は労働者階級のサッカーファンがそういった高級紙を持ち歩いていることを不審に思っていた。そこで、より不自然さの少ないタブロイド紙がミルウォール・ブリックの作成に用いられるようになった。Spirit of '69: A Skinhead Bibleという本では、フーリガンによるミルウォール・ブリックの使用について、次のように述べられている。
新聞紙は堅く丸められてミルウォール・ブリックと呼ばれるものが作られていた。また、1ペンス硬貨を紙に包んでナックルダスターが作られたりもしていた。ポケットの中に小額のつり銭を持っているとか、デイリー・ミラー紙を腕に抱えているとかでは、逮捕されることなどまずなかった。
また、Skinheadでは、次のように述べられていた。
例えばミルウォール・ブリックは、新聞紙を何度も何度も折り丸め、押しつぶして棍棒を作ったものであった。
2003年6月、英国議会の庶民院は、折り丸められた新聞紙を武器としてみなし、傍聴者が持ち込むことを禁じた。

## 文化的影響
タイムズ誌の記者マイク・ヒュームは、2001年9月11日のアメリカ同時多発テロ事件に際して、「サッカーのフーリガンが新聞紙を折り丸め、ミルウォール・ブリックというものを作っていたこともあるから、航空機内からは新聞紙を無くすべきだ」と風刺的に述べた。そのほかにも、ミルウォール・ブリックを作ることによって新聞紙で人を殺害する可能性があることは指摘されていた。
ミルウォール・ブリックのような武器は、武道においても用いられている。1994年、武道家ロバート・ルイス・リベラは、フィリピンのミンダナオ島でイスラム教徒が行っているカンピラン・カリという武道において、その稽古内容に、新聞紙を武器として用いることを含めた。また、リベラは新聞紙に限らず、ペン、櫛、ブラシ、電話、雨傘など、手元にあるあらゆるものを武器として用いた。リベラは、武器はあくまでも手を補助するものであり、まずは素手における技能を完璧なものにすることが肝要であると述べている。
一方、ミルウォール・ブリックはポップ・カルチャーの中にもしばしば登場している。アイルランドのポップ・ロックバンドのブリンクは、1994年にリリースしたChelloというタイトルのCDシングルの中に、同曲の「ミルウォール・ブリック・ミックス」というリミックスを収録している。1995年には、ギタリストとしてダグ・アルドリッチを擁したハードロックバンド、バッド・ムーン・ライジングが「ミルウォール・ブリック」というタイトルのEP盤CDをリリースした。映画「ボーン・スプレマシー」では、ジェイソン・ボーン（マット・デイモン）が手近にあった雑誌を棒状に丸めて、ナイフを持った敵に対抗した。